# Louise-Julienne d'Erbach
La comtesse Louise-Julienne de Erbach (1603 au château de Fürstenau près de Michelstadt – 28 septembre 1670 à Friedewald) est une comtesse de Erbach par la naissance et par son mariage comtesse de Sayn-Wittgenstein-Sayn. Elle est régente de Sayn-Wittgenstein-Sayn. Elle est aussi le personnage principal du roman Die Gräfin von Sayn ("La comtesse de Sayn") par Karl Ramseger-Mühle.

## Biographie
La comtesse Louise-Julienne d'Erbach est la fille du comte Georges III d'Erbach et de son épouse, Marie de Barby-Mühlingen. Elle épouse le comte Ernest de Sayn-Wittgenstein-Sayn en janvier 1624, peu de temps après, qu'il hérite du comté. Il est le fils du comte Guillaume III de Sayn-Wittgenstein-Sayn, qui a réuni les deux lignes de Sayn par son mariage avec Anne-Élisabeth de Sayn. Guillaume III a trois fils de son second mariage avec Anne-Ottilie de Nassau-Weilbourg, qui serait en litige, à l'héritage après la mort de Louis, le fils de Louise-Julienne, en 1636.
Le jeune couple choisit le château de Hachenburg comme leur lieu de résidence. Ils ont six enfants ; toutefois, trois de leurs cinq filles sont mortes en bas âge.
Au cours de la Guerre de Trente Ans, Ernest sert dans l'armée de terre et Louise-Julienne conduit le gouvernement du comté. En 1632, ils voyagent à Francfort, avec Gustave Adolphe de Suède pour aider leur pays assiégé. Ernest meurt au cours de ce voyage, à l'âge de 32 ans. Dans son testament, il laisse le comté à son fils Louis et fait de Louise-Julienne sa tutrice et la régente, alors qu'il est encore mineur. Dans le cas où il mourrait prématurément, les deux autres filles hériteraient du comté.
Louise-Julienne prend la régence ce qui l'empêche de se remarier. Elle administre le comté habilement. En 1636, son fils Louis meurt, âgé de sept ans. Avec sa mort, la ligne masculine de Sayn-Wittgenstein-Sayn s'éteint. Louis Albert, l'un des demi frères de son défunt mari, le force à transférer le comté à lui et ses deux frères, en faisant abstraction du testament d'Ernest. Deux mois plus tard, Louise-Julienne révoque son consentement à ce transfert. Le comte Christian, le plus jeune frère de Louis Albert assiège Hachenbourg, qui doit céder quand la nourriture a manqué. Louise-Julienne et ses filles fuient vers Freusbourg. Lorsque l'Électorat de Trèves se prépare pour assiéger Freusbourg, elles fuient à Friedewald, où elles trouvent refuge. Louise-Julienne poursuit ses beaux-parents devant la Chambre impériale et devant l'Empereur. Elle envoie ses conseillers à Münster et Osnabrück où la Paix de Westphalie de 1648 est en cours de négociation. Les droits de ses filles sont reconnus et, avec l'aide suédoise, le comté lui est restitué.
En 1652, elle remet le comté de Sayn à ses filles, qui est divisé en Sayn-Wittgenstein-Altenkirchen et Sayn-Wittgenstein-Hachenbourg. Sayn-Wittgenstein-Hachenbourg est donné à Ernestine, qui est mariée au comte Salentin Ernest de Manderscheid-Blankenheim. Le fief est géré par les comtes de Manderscheid pendant plusieurs générations, puis passe aux burgraves de Kirchberg et, en 1799, aux Nassau-Weilbourg. Sayn-Altenkirchen est donné à Jeannette. Par l'intermédiaire de son second mari, John George Ier, duc de Saxe-Eisenach, il est allé à la branche cadette de Saxe-Eisenach. Après l'extinction de la ligne en 1741, Sayn-Altenkirchen passe au Brandebourg-Ansbach. En 1791, il est donné à la Prusse et en 1802 aux Nassau-Usingen.
Louise-Julienne est décédée le 16 septembre 1670 à Friedewald. Elle est enterrée à côté de son mari et de son fils dans la crypte de l'église du château de Hachenbourg.

## Mariage et descendance
De son mariage avec Ernest de Sayn-Wittgenstein-Sayn (26 août 1594 – 22 mai 1632), elle a six enfants:
- Ernestine de Sayn-Wittgenstein (23 avril 1626 – 13 octobre 1661), épouse le comte Salentin Ernest de Manderscheid-Blankenheim (1630 – 1705).
- Charlotte de Sayn-Wittgenstein (1627 – 1629).
- Louis, comte de Sayn-Wittgenstein-Sayn (8 septembre 1628 – 16 juillet 1636).
- Louise de Sayn-Wittgenstein (naissance et mort le 10 août 1629).
- Marie Élisabeth de Sayn-Wittgenstein (24 décembre 1630 – 7 décembre 1631).
- Jeannette de Sayn-Wittgenstein (1632-1701) (27 août 1632 – 28 septembre 1701), mariée d'abord en 1647 au comte Jean de Hesse-Braubach (1609 – 1651) et d'autre part en 1661 à Jean-Georges Ier de Saxe-Eisenach (1634 – 1686).